# Gerald Alfred Mulligan
Gerald Alfred Mulligan ( 1928 - ) es un botánico, y pteridólogo canadiense.

## Honores

### Epónimos
- (Brassicaceae) Draba mulliganii Al-Shehbaz[1]
- (Rosaceae) Rosa mulliganii Boulenger[2]

## Algunas publicaciones
- 1990. Poison-ivy, Western Poison Oak, Poison Sumac. Agriculture Canada publication. Ed. Minister of Supply and Services Canada. 13 pp. ISBN 0-662-17265-5
- 1987. Weeds of Canada. Publication, 948.

### Libros
- 2000. Key to the Brassicaceae (Cruciferae) of Canada and Alaska. Ed. Harvard Botany Libraries. 76 pp.
- clarence Frankton, gerald a. Mulligan. 1987. Weeds of Canada. Ed. NC Press. 217 pp. ISBN 1-55021-016-5
- 1984. The Biology of Canadian weeds: contributions 33-61, Volúmenes 33-61. Publication (Canadá. Agriculture Canada). Ed. Communications Branch, Agriculture Canada. 415 pp. ISBN 0-662-52870-0
- j.f. Alex, richard Cayouette, gerald a. Mulligan. 1980. Common and botanical names of weeds in Canada. N.º 1205 de Publication (Canadá. Agriculture Canada). Ed. Research Branch, Agriculture Canada. 132 pp.
- 1976. Les mauvaises herbes communes du Canada. Ed. McClelland & Stewart. 140 pp. ISBN	0771066538
- james Calder, roy l. Taylor, gerald a. Mulligan. 1968. Flora of the Queen Charlotte Islands: Systematics of the vascular plants. N.º 4 de Monograph (Canadá. Dept. of Agriculture. Research Branch). 437 pp.

- La abreviatura «G.A.Mulligan» se emplea para indicar a Gerald Alfred Mulligan como autoridad en la descripción y clasificación científica de los vegetales.[3]